# Ouida
Ouida, pseudonym för Maria Louise Ramé, född 1 januari 1839 i Bury St Edmunds, Suffolk, död 25 januari 1908 i Viareggio, Toscana, var en brittisk författare. 
Författarnamnet "Ouida" var hennes sätt att uttala namnet Louise som barn. Hennes far var fransman och hennes mor engelska. 
Ouida debuterade som författare 1863 och skrev över 40 romaner. Hon utmärkte sig med sin extravaganta stil och brist på beröringsskräck inför moraliskt känsliga ämnen. Hennes tidiga romaner är ofta äventyrliga och sensationella, medan de senare är romantiska berättelser i historisk miljö. Hon skrev även barnlitteratur. Till hennes mest kända verk hör Under skilda fanor (1867) och En hund från Flandern (1872), som båda har filmatiserats flera gånger.
På 1860-talet var Ouida en väletablerad författare och salongsvärdinna med bas i London, omgiven av tidens brittiska kulturpersonligheter. År 1871 flyttade hon till Italien och slog sig ned strax utanför Florens, där hon fortsatte att skriva och förde en excentrisk tillvaro. Hon föredrog att återge sitt efternamn som de la Ramée för att framstå som adlig. Med åren förlorade hon många vänner och dog fattig i Viareggio med ett hus fullt av hundar. Hon hörde till de mest lästa och uppmärksammade författarna i det viktorianska England, men tappade därefter i popularitet.